# 屠刀蛤科
屠刀蛤科（学名：Pandoridae），又名帮斗蛤科，是笋螂目之下的一個小型海洋雙殼綱腹足綱軟體動物的科。

## 型態描述
壳型小到中等大，常呈新月形；两壳不等，前、后亦不等，前部较短，后部长，常形成喙状；两壳极侧扁，左壳微凸，右壳平，有时微凹；内韧带，其上常附有石灰质韧带片；铰合齿有变化，通常右壳有一大的主齿，左壳具前和后侧齿；壳内面具真珠光泽，无外套窦。本科动物生活在海洋中的浅水区。

## 分類
屠刀蛤包括下列五個屬：
- Genus Clidiophora Carpenter, 1864
- Genus Coania Valentich-Scott & Skoglund, 2010
- Genus Foveadens Dall, 1915
- 拱帮斗蛤属 Frenamya Iredale, 1930：右壳表面无放射刻纹，无石灰质韧带片[2]。
- Genus Heteroclidus Dall, 1903
- 帮斗蛤属 Pandora Bruguière, 1797[2]